# Nuka River (Colville River)
Der Nuka River ist ein etwa 88 km langer rechter Nebenfluss des Colville River im Norden des US-Bundesstaats Alaska.

## Verlauf
Seine Quelle liegt 6 km östlich des Thunder Mountains in den De Long Mountains. Er fließt in nordöstlicher Richtung und mündet 27 Kilometer nordwestlich des Liberator Lakes in den Colville River, der durch die North Slope zum Arktischen Ozean fließt. Der Nuka River ist einer von vielen Flüssen und Bächen, die den Colville River von der Nordflanke der Brookskette her speisen.

## Name
Der Name des Flusses wurde erstmals 1925 von Gerald Fitzgerald vom United States Geological Survey (USGS) dokumentiert.